# Тэджон
Тэджо́н (кор. 대전 [tɛ̝.dʑʌn]) — город прямого подчинения в центре Южной Кореи, административный центр провинции Чхунчхон-Намдо. Официальное название города — Город-метрополия Тэджон (кор. 대전광역시 Тэджон-гванъёкси). Пятый по величине город Кореи c населением 1 564 тыс. жит. Считается научно-технической столицей Южной Кореи.

## География
Географические координаты города: 36° 10' ~ 36° 29' с. ш. 127° 14' ~ 127° 33' в. д.
Тэджон расположен в средней части Южной Кореи, в 167 километрах от Сеула, 294 километрах от Пусана и в 169 километрах от Кванджу.

## Климат
В Тэджоне влажный муссонный климат. Зима прохладная и солнечная, её продолжительность около двух месяцев, лето жаркое и дождливое, его продолжительность — пять месяцев.
| Показатель                         | Янв. | Фев. | Март | Апр. | Май  | Июнь  | Июль  | Авг.  | Сен.  | Окт. | Нояб. | Дек. | Год    |
| ---------------------------------- | ---- | ---- | ---- | ---- | ---- | ----- | ----- | ----- | ----- | ---- | ----- | ---- | ------ |
| Средний суточный максимум, °C      | 3,3  | 5,7  | 11,5 | 19,1 | 23,8 | 27,4  | 29,7  | 30,2  | 25,9  | 20,4 | 12,7  | 6,1  | 18,0   |
| Средняя температура, °C            | −2,4 | −0,2 | 4,9  | 12,2 | 17,5 | 21,8  | 25,0  | 25,4  | 20,2  | 13,6 | 6,5   | 0,2  | 12,1   |
| Средний суточный минимум, °C       | −6,3 | −4,5 | 0,2  | 6,3  | 11,7 | 17,2  | 21,8  | 21,8  | 15,8  | 8,3  | 1,9   | −3,9 | 7,6    |
| Норма осадков, мм                  | 29,5 | 36,4 | 60,5 | 87,2 | 97   | 174,3 | 292,2 | 296,5 | 141,5 | 56,9 | 51,7  | 30,1 | 1353,8 |
| Источник: Гонконгская обсерватория |      |      |      |      |      |       |       |       |       |      |       |      |        |

## История
Перед тем как через город прошла железнодорожная линия, это был небольшой город Ханбат. В 1905 здесь был построен железнодорожный вокзал на пути железной дороги из Сеула в Пусан, и город начал быстро расти. В 1932 году столица провинции Чхуннам была перенесена из Конджу в Тэджон. В начале Корейской войны город был местом крупного конфликта.

## Административное деление
Тэджон поделен на 5 районов («ку»).
| Название | Хангыль | Ханча  |
| -------- | ------- | ------ |
| Тэдок    | 대덕구  | 大德區 |
| Тонку    | 동구    | 東區   |
| Чунку    | 중구    | 中區   |
| Соку     | 서구    | 西區   |
| Юсон     | 유성구  | 儒城區 |

## Транспорт

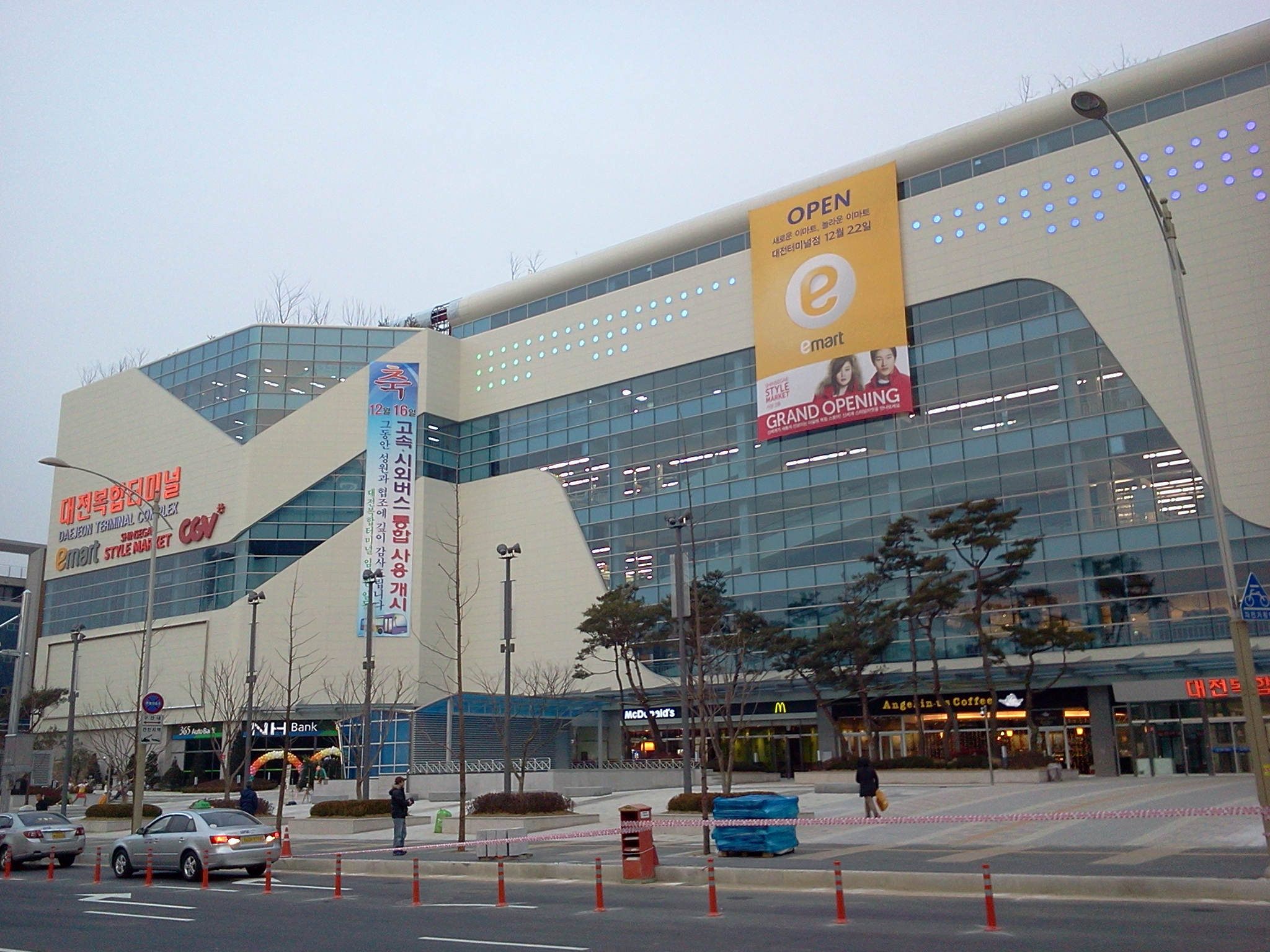
Автобусный вокзал

Железнодорожный вокзал. Пересечение двух скоростных автомагистралей — Кёнбу и Хонам. Город обслуживается международным аэропортом Чхонджу.
В Тэджоне функционирует метрополитен. Начало эксплуатации — 2006 год.

## Культура

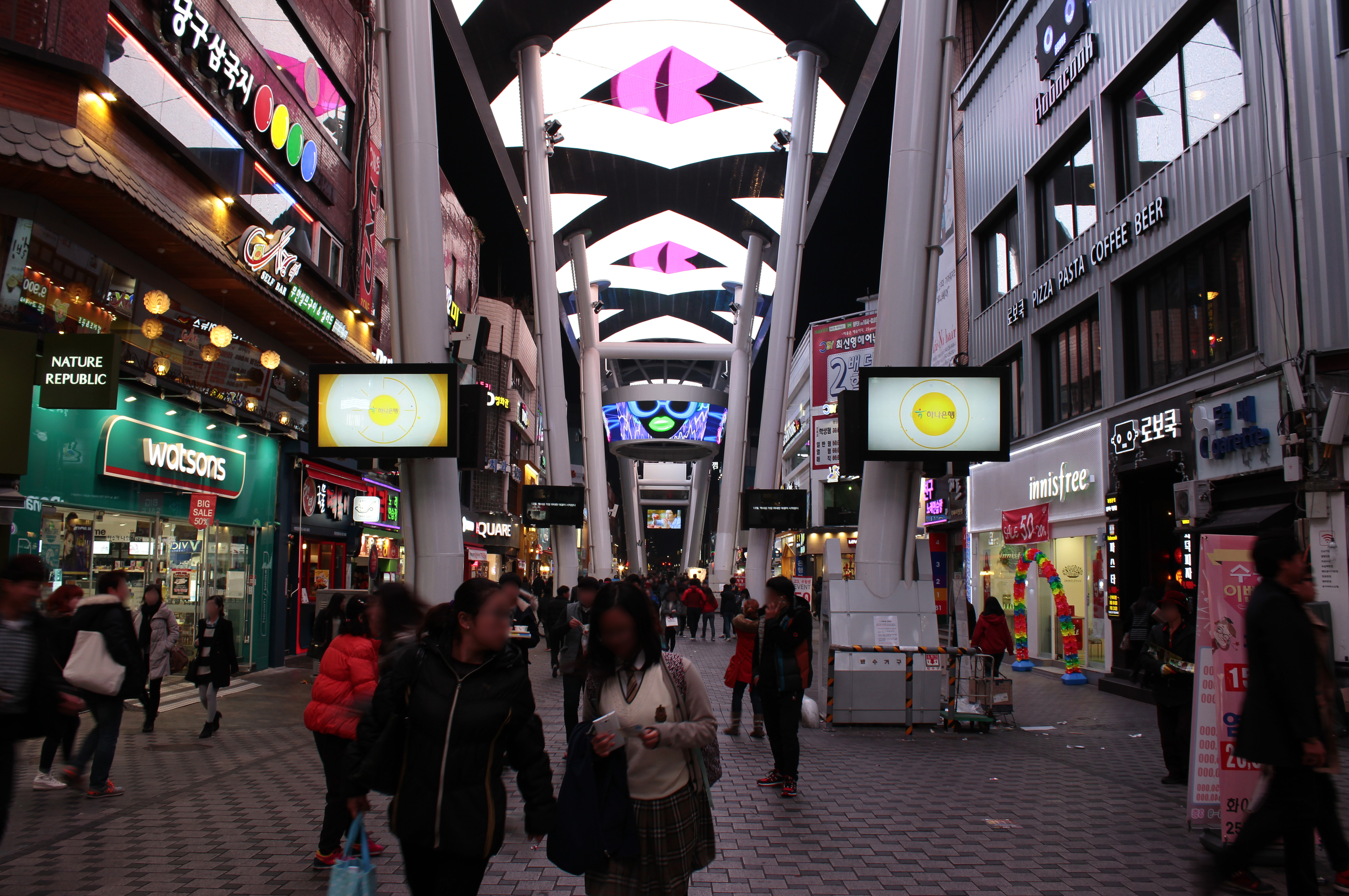
Пешеходная улица в Тэджоне

В 1993 году в городе прошла международная выставка (Всемирная выставка Экспо-1993). К этому событию был построен мост EXPO Bridge.
В городе имеется футбольная команда К-Лиги Тэджон Хана Ситизен.
Тэджонский музей искусств, расположенный в парке Тунсан, известен своими экспонатами, совмещающими технологию и искусство. Он был основан в 1998 году.

## Наука
1 марта 1959 года в городе был создан Atomic Energy Research Institute (AERI), который 17 февраля 1973 года после объединения с Radiological Research Institute (RRI) и Radiation Research Institute in Agriculture (RRIA) получил название Korea Atomic Energy Research Institute (KAERI).
В 1990 году в городе был открыт Национальный музей науки и техники Республики Корея. В 2011 году объединением более 30 исследовательских лабораторий общей численностью свыше 1800 человек организован Институт фундаментальных наук.

## Города-побратимы
- Ода, Япония (1987)
- Сиэтл, США (1989)
- Будапешт, Венгрия (1994)
- Нанкин, Китай (1994)
- Калгари, Канада (1996)
- Гвадалахара, Мексика (1997)
- Уппсала, Швеция (1999)
- Новосибирск, Россия (2001)
- Брисбен, Австралия (2002)
- Кембридж, США (февраль 2005)[4]
- Провинция Биньзыонг, Вьетнам (2005)
- Саппоро, Япония (2010)
- Харьков, Украина (2013)